# Cohere
Cohere ist ein kanadisches Unternehmen im Bereich künstliche Intelligenz (KI) für Unternehmen. Cohere hat sich auf die Entwicklung von allgemeinen KI-Systemen und Sprachmodellen spezialisiert. Dabei verwendet dieses Unternehmen ebenfalls wie die Konkurrenten OpenAI und Anthropic das Konzept Generativer vortrainierter Transformer. Die von Cohere angebotenen Plattformen können von Kundenunternehmen via Programmierschnittstelle über öffentliche oder virtuell private Cloud-Dienste verschiedener Anbieter oder nur firmenintern mit den Kundendaten verwendet werden. Die Partnerschaften mit Oracle, Salesforce, McKinsey & Company, SAP und Nvidia machen Cohere zu einem bedeutenden Anbieter von KI-Grundmodellen und Diensten.

## Geschichte
Cohere wurde 2019 von Aidan Gomez und Nick Frosst, beide ehemalige Mitglieder von Google Brain, sowie Ivan Zhang gegründet. Sie hatten früher zusammen an der Universität Toronto studiert und waren an einer angegliederten Forschungsinstitution tätig gewesen.
In einer zweiten Finanzierungsrunde investierten 2021 die Risikokapitalfirma Index Ventures und andere wie die KI-Fachleute Geoffrey Hinton, Fei-Fei Li, Pieter Abbeel und Raquel Urtasun weitere 40 Millionen Dollar.
Im November 2021 kündigte Google Cloud an, dass seine Dienstleistungen Cohere zur Verfügung gestellt werden, um die Entwicklungsarbeiten und später die Produkte im Einsatz zu unterstützen.
Eine weitere Finanzierungsrunde im Umfang von 270 Millionen Dollar fand im Mai 2023 statt. Neu beteiligten sich auch Oracle, Salesforce, Nvidia und weitere Geldgeber.
Um den Zugriff zu massiver Rechnerleistung für das Trainieren der KI-Modelle sicherzustellen, hat Index Venture als früher Investor in Cohere und andere KI-Startups 2023 eine Vereinbarung mit Oracle getroffen, um ausreichend Grafikprozessoren zur Verfügung stellen zu können.
Neben dem bisherigen Stammsitz in Toronto eröffnete Cohere im September 2023 ein zweites Hauptquartier in San Francisco.

## Produkte
Cohere hat verschiedene KI-Modelle für unterschiedliche Anwendungen in Unternehmen entwickelt, wobei sie teilweise noch als Beta-Versionen in Entwicklung sind.

### Command
Das primäre KI-Grundmodell als Wissensassistent zur Textgenerierung und als Chatbot. Bezüglich des Entwurfs zum europäischen Gesetz über künstliche Intelligenz hat der Chatbot Command im Vergleich mit Konkurrenzprodukten gut abgeschlossen.

### Generation
Generiert Text zur Unterstützung (Verbesserung, Zusammenfassung) von menschlich erstelltem Text.

### Embed
Vorhandene Texte können nach gewählten Parametern klassiert oder eingefügt werden.

### Rerank (beta)
Diese Modelle können Dokumente nach zu wählenden Parametern neu ordnen.